# Synodontis leopardinus
Synodontis leopardinus är en afrikansk fiskart i ordningen malartade fiskar som förekommer i Angola, Botswana, Namibia, Zambia och Zimbabwe. Den är främst nattaktiv. Den kan bli upp till och 19,6 cm lång och blir vanligtvis inte äldre än 4,6 år gammal.